# 茨木和生
茨木 和生（いばらき かずお、1939年1月11日 -  ）は、奈良県出身の俳人。本名は和男。

## 来歴
奈良県生駒郡郡山町（現・大和郡山市）生まれ。奈良県立郡山高等学校、大阪市立大学文学部卒業後、高槻中学校・高等学校教諭（古文担当）を長く勤めた。
高校時代の1956年、創刊したばかりの「運河」に入会し右城暮石に師事。また暮石の紹介で「天狼」に入会し山口誓子にも師事、天狼青年句会で指導を受ける。1986年、「運河」の「運河集」選者。1991年、暮石から継承し「運河」主宰。1997年、『西の季語物語』により第11回俳人協会評論賞、2002年、句集『往馬』により第41回俳人協会賞、2014年、句集『薬喰』により第13回俳句四季大賞を受賞。2016年、句集『真鳥』で第31回詩歌文学館賞俳句部門受賞。2017年、句集『熊樫』で第9回小野市詩歌文学賞受賞。。2022年、「運河」主宰を谷口智行に譲り、名誉主宰に就任。
代表句に「傷舐めて母は全能桃の花」（『木の國』所収）、「水替の鯉を盥に山桜」（『遠つ川』所収）など。現在「運河」主宰、「晨」「紫薇」同人、「あの会」会員。俳人協会副会長、奈良県俳句協会会長、大阪俳人クラブ顧問、日本経済新聞「俳壇」選者、朝日新聞奈良版「朝日大和俳壇」選者などを務める。

## 著書

### 句集
- 『木の國』　飛鳥書房、1979年

『木の國』　邑書林〈邑書林句集文庫〉、1998年
- 『遠つ川』　禽獣舎、1984年
- 『野迫川』　禽獣舎、1988年
- 『丹生』　富士見書房、1991年
- 『現代俳句文庫6 茨木和生句集』　ふらんす堂、1993年
- 『三輪崎』　熊野大学出版局、1993年
- 『倭』　角川書店、1998年
- 『往馬』　ふらんす堂、2001年
- 『季語別　茨木和生句集』　ふらんす堂、2003年
- 『畳薦』　角川書店、2006年
- 『椣原（しではら）』　文學の森、2007年
- 『山椒魚』　角川書店、2010年
- 『薬喰』　邑書林、2013年
- 『真鳥』　角川文化振興財団、2015年
- 『熊樫』　東京四季出版、2016年
- 『潤（じゅん）』　邑書林、2018年
- 『恵（めぐ）』　本阿弥書店、2020年
- 『わかな』　朔出版、2023年

### 評論・エッセイ・入門書
- 『西の季語物語』　角川書店、1996年
- 『俳句入門 初心者のために』　朝日新聞社、1997年
- 『のめ』　蝸牛社、1997年
- 『多作こそ飛躍への力 俳句上達講座』　朝日新聞社、2002年
- 『季語別茨木和生句集』　ふらんす堂、2003年
- 『季語の現場』　富士見書房、2005年
- 『旬の菜時記』（宇多喜代子・大石悦子共著）　朝日新聞出版〈朝日新書〉、2009年
- 『季語を生きる』　邑書林、2016年